# Giro di Polonia 2001
Il Giro di Polonia 2001, cinquantottesima edizione della corsa, si svolse dal 3 al 9 settembre 2001 su un percorso di 1249 km ripartiti in 8 tappe, con partenza da Danzica e arrivo a Karpacz. Fu vinto dal ceco Ondrej Sosenka della CCC-Mat davanti al tedesco Jens Voigt e al polacco Piotr Przydzial.

## Tappe
| Tappa  | Data        | Percorso                                   | km    | Vincitore di tappa  | Leader cl. generale |
| ------ | ----------- | ------------------------------------------ | ----- | ------------------- | ------------------- |
| 1ª     | 3 settembre | Danzica > Sopot                            | 178   | Jaan Kirsipuu       | Jaan Kirsipuu       |
| 2ª     | 4 settembre | Gdynia > Koszalin                          | 246,5 | Angelo Furlan       | Jaan Kirsipuu       |
| 3ª     | 5 settembre | Kołobrzeg > Stettino                       | 178   | Bogdan Bondariew    | Jaan Kirsipuu       |
| 4ª     | 6 settembre | Stargard Szcz > Zielona Góra               | 256   | Alessandro Petacchi | Jaan Kirsipuu       |
| 5ª     | 7 settembre | Kozuchów > Szklarska Poręba                | 160,5 | Piotr Chmielewski   | Dario Andriotto     |
| 6ª     | 8 settembre | Piechowice > Karpacz                       | 150   | Jens Voigt          | Jens Voigt          |
| 7ª     | 9 settembre | Jelenia Góra > Karpacz                     | 61    | Vladislav Borisov   | Jens Voigt          |
| 8ª     | 9 settembre | Jelenia Góra > Karpacz (cron. individuale) | 19    | Ondrej Sosenka      | Ondrej Sosenka      |
| Totale | Totale      | Totale                                     | 1249  |                     |                     |

## Dettagli delle tappe

### 1ª tappa
- 3 settembre: Danzica > Sopot – 178 km

| Pos. | Corridore            | Squadra | Tempo    |
| ---- | -------------------- | ------- | -------- |
| 1    | Jaan Kirsipuu        | AG2R    | 3h58'30" |
| 2    | Dario Andriotto      | Alexia  | s.t.     |
| 3    | Raimondas Vilcinskas | Mroz    | s.t.     |

| Pos. | Corridore     | Squadra | Tempo    |
| ---- | ------------- | ------- | -------- |
| 1    | Jaan Kirsipuu | AG2R    | 3h58'20" |

### 2ª tappa
- 4 settembre: Gdynia > Koszalin – 246,5 km

| Pos. | Corridore           | Squadra       | Tempo    |
| ---- | ------------------- | ------------- | -------- |
| 1    | Angelo Furlan       | Alessio       | 6h01'07" |
| 2    | Jaan Kirsipuu       | AG2R          | s.t.     |
| 3    | Alessandro Petacchi | Fassa Bortolo | s.t.     |

| Pos. | Corridore     | Squadra | Tempo    |
| ---- | ------------- | ------- | -------- |
| 1    | Jaan Kirsipuu | AG2R    | 9h59'21" |

### 3ª tappa
- 5 settembre: Kołobrzeg > Stettino – 178 km

| Pos. | Corridore            | Squadra                | Tempo    |
| ---- | -------------------- | ---------------------- | -------- |
| 1    | Bogdan Bondariew     | Mroz                   | 3h53'27" |
| 2    | Grzegorz Gronkiewicz | Weltour Radio Katowice | s.t.     |
| 3    | Nicola Minali        | Tacconi Sport          | s.t.     |

| Pos. | Corridore     | Squadra | Tempo     |
| ---- | ------------- | ------- | --------- |
| 1    | Jaan Kirsipuu | AG2R    | 13h52'48" |

### 4ª tappa
- 6 settembre: Stargard Szcz > Zielona Góra – 256 km

| Pos. | Corridore           | Squadra       | Tempo    |
| ---- | ------------------- | ------------- | -------- |
| 1    | Alessandro Petacchi | Fassa Bortolo | 6h12'47" |
| 2    | Aleksej Markov      | Itera         | a 15"    |
| 3    | Jaan Kirsipuu       | AG2R          | s.t.     |

| Pos. | Corridore     | Squadra | Tempo     |
| ---- | ------------- | ------- | --------- |
| 1    | Jaan Kirsipuu | AG2R    | 20h05'46" |

### 5ª tappa
- 7 settembre: Kozuchów > Szklarska Poręba – 160,5 km

| Pos. | Corridore         | Squadra         | Tempo    |
| ---- | ----------------- | --------------- | -------- |
| 1    | Piotr Chmielewski | Mroz            | 4h01'41" |
| 2    | Jens Voigt        | Crédit Agricole | a 3"     |
| 3    | Serge Baguet      | Lotto-Adecco    | s.t.     |

| Pos. | Corridore       | Squadra | Tempo     |
| ---- | --------------- | ------- | --------- |
| 1    | Dario Andriotto | Alexia  | 24h07'53" |

### 6ª tappa
- 8 settembre: Piechowice > Karpacz – 150 km

| Pos. | Corridore       | Squadra         | Tempo    |
| ---- | --------------- | --------------- | -------- |
| 1    | Jens Voigt      | Crédit Agricole | 3h31'48" |
| 2    | Ondrej Sosenka  | CCC-Mat         | a 4"     |
| 3    | Piotr Przydzial | CCC-Mat         | a 19"    |

| Pos. | Corridore  | Squadra         | Tempo     |
| ---- | ---------- | --------------- | --------- |
| 1    | Jens Voigt | Crédit Agricole | 27h40'17" |

### 7ª tappa
- 9 settembre: Jelenia Góra > Karpacz – 61 km

| Pos. | Corridore         | Squadra       | Tempo    |
| ---- | ----------------- | ------------- | -------- |
| 1    | Vladislav Borisov | Itera         | 1h44'12" |
| 2    | Serge Baguet      | Lotto-Adecco  | a 18"    |
| 3    | Kim Kirchen       | Fassa Bortolo | a 20"    |

| Pos. | Corridore  | Squadra         | Tempo     |
| ---- | ---------- | --------------- | --------- |
| 1    | Jens Voigt | Crédit Agricole | 29h25'08" |

### 8ª tappa
- 9 settembre: Jelenia Góra > Karpacz (cron. individuale) – 19 km

| Pos. | Corridore            | Squadra         | Tempo   |
| ---- | -------------------- | --------------- | ------- |
| 1    | Ondrej Sosenka       | CCC-Mat         | 31'32"  |
| 2    | Jens Voigt           | Crédit Agricole | a 46"   |
| 3    | Krzysztof Ciesielski | Servisco        | a 1'35" |

| Pos. | Corridore       | Squadra         | Tempo     |
| ---- | --------------- | --------------- | --------- |
| 1    | Ondrej Sosenka  | CCC-Mat         | 29h56'58" |
| 2    | Jens Voigt      | Crédit Agricole | a 28"     |
| 3    | Piotr Przydzial | CCC-Mat         | a 1'59"   |

## Classifiche finali

### Classifica generale
| Pos. | Corridore         | Squadra                      | Tempo     |
| ---- | ----------------- | ---------------------------- | --------- |
| 1    | Ondrej Sosenka    | CCC-Mat                      | 29h56'58" |
| 2    | Jens Voigt        | Crédit Agricole              | a 28"     |
| 3    | Piotr Przydzial   | CCC-Mat                      | a 1'59"   |
| 4    | Kim Kirchen       | Fassa Bortolo                | a 4'34"   |
| 5    | Romans Vainsteins | Domo-Farm Frites             | a 5'27"   |
| 6    | Sylwester Szmyd   | Tacconi Sport-Vini Caldirola | a 6'03"   |
| 7    | Zbigniew Piatek   | Mroz-Supradyn Witaminy       | a 6'38"   |
| 8    | Vladimir Karpets  | Itera                        | a 6'58"   |
| 9    | Serge Baguet      | Lotto-Adecco                 | a 9'19"   |
| 10   | Volodymyr Hustov  | Fassa Bortolo                | a 10'06"  |